# Холт, Уильям Элмер
Уильям Элмер Холт (англ. William Elmer Holt; 14 октября 1884, Саванна, Миссури — 1 марта 1945, Хелена — американский политик, демократ. Занимал пост десятого губернатора Монтаны с 1935 по 1937 год.

## Биография
Холт родился в Саванне, штат Миссури, и переехал со своей семьёй на ранчо в Майлз-Сити, штат Монтана. Он окончил Университет Небраски в 1902 году. Женился на Лоре Хоу, у них родилось двое детей.
Холт был избран в Палату представителей Монтаны в 1912 году и прослужил один срок. Он был членом Сената штата Монтана с 1933 по 1935 год, а в 1935 году был избран временным президентом. Он стал губернатором после смерти прошлого губернатора Фрэнка Генри Куни 15 декабря 1935 года. На переизбрании в 1936 году Холт потерпел поражение. Он был делегатом Национального съезда демократической партии от Монтаны в 1936 году.
Холт отошёл от политики, а позже работал земельным агентом на Северной Тихоокеанской железной дороге в Сиэтле, штат Вашингтон.
Умер 1 марта 1945 года в Сиэтле, штат Вашингтон, где он работал в земельном управлении.